# Slowenische Eishockeyliga 1998/99
Die Saison 1998/99 war die achte Austragung der slowenischen Eishockeyliga nach der Unabhängigkeitserklärung Sloweniens von Jugoslawien. Sie wurde mit vier Mannschaften ausgetragen. Titelverteidiger und auch neuer Meister war der HDD Olimpija Ljubljana.

## Teilnehmerfeld und Modus
Wie in den Spielzeiten zuvor wurde im Vorfeld der slowenischen Meisterschaft die Alpenliga ausgetragen (siehe Alpenliga 1998/99). Die drei slowenischen Clubs erhielten ihrer Platzierung folgend Bonuspunkte (HDD Olimpija Ljubljana erhielt drei, der HK Jesenice 2, der HK Bled einen und der nicht an der Alpenliga beteiligte Club HK Slavija Ljubljana ebenfalls einen Punkt). Danach wurde eine erste Runde ausgetragen, an deren Ende der HK Jesenice ausschied. Die verbliebenen drei Clubs spielten in einer zweiten Phase noch je einmal gegeneinander, die beiden bestplatzierten Clubs trugen anschließend das Finale als Best-of-Five-Serie gegeneinander aus.

## Ergebnisse der Finalserie
- 18. März 1999: HDD Olimpija Ljubljana – HK Slavija Ljubljana: 5:1 (Drittelergebnisse unbekannt)
- 20. März 1999: HK Slavija Ljubljana – HDD Olimpija Ljubljana: 2:7 (0:3, 0:3, 2:1)
- 22. März 1999: HDD Olimpija Ljubljana – HK Slavija Ljubljana: 7:2 (2:1, 5:0, 0:1)

## Topscorer
| Platz | Spieler               | Team     | G  | A  | Pts |
| ----- | --------------------- | -------- | -- | -- | --- |
| 1     | Michael Tomlak        | Olimpija | 13 | 16 | 29  |
| 2     | Jean-François Quintin | Olimpija | 12 | 14 | 26  |
| 3     | Yves Héroux           | Olimpija | 13 | 9  | 22  |
| 4     | Ivo Jan               | Olimpija | 9  | 13 | 22  |
| 5     | Marjan Gorenc         | Olimpija | 6  | 12 | 18  |
| 6     | Mare Kumar            | Olimpija | 11 | 5  | 16  |
| 7     | Jeff Bes              | Olimpija | 8  | 8  | 16  |
| 8     | Dejan Kontrec         | Olimpija | 6  | 10 | 16  |
| 9     | Matevz Cerar          | Slavija  | 8  | 7  | 15  |
| 10    | Ildar Rahmatuljin     | Olimpija | 10 | 4  | 14  |

## Kader des slowenischen Meisters
| Slowenischer Meister HDD Olimpija Ljubljana | Torhüter: Stanley Reddick, Klemen Mohorič Verteidiger: Igor Beribak, Robert Ciglenecki, Chris Imes, Peter Mihelic, Miha Rebolj, Chris Tok, Bojan Zajc Angreifer: Jaka Avgustinčič, Jeff Bes, Kimbi Daniels, Blaz Emersič, Yves Héroux, Uroš Jakopič, Ivo Jan, Trevor Jobe, Ed Kastelic, Dejan Kontrec, Jean-François Quintin, Ildar Rahmatuljin, Mike Tomlak, Jure Vnuk, Luka Žagar Cheftrainer: |

## Meisterschaftsendstand
1. HDD Olimpija Ljubljana
2. HK Slavija Ljubljana
3. HK Bled
4. HK Kranjska Gora
5. HDK Stavbar Maribor
6. HK Triglav
7. HK Bled